# Norbert Piekielny
Norbert Piekielny (ur. 4 marca 1996 w Ostrzeszowie) – polski łyżwiarz szybki, kolarz, lekkoatleta, medalista Mistrzostw Polski, rekordzista Polski w biegu godzinnym.

## Łyżwiarstwo szybkie
Od 2020 roku zajmuje się łyżwiarstwem szybkim pod okiem trenera Wiesława Kmiecika. W debiutanckim sezonie 28 lutego 2021 ustanowił rekord Polski w jeździe godzinnej. W 2022 roku srebrny i brązowy medalista mistrzostw Polski (10000m i 5000m) oraz ponownie brązowy w 2024 (10000m). 
Jesienią 2023 roku został zdyskwalifikowany za nieprzepisowy strój w zawodach rozgrywanych w Quebecu, co uniemożliwiło mu start w Pucharze Świata.
| dystans | czas     | miejsce i data              |
| ------- | -------- | --------------------------- |
| 10000m  | 13.49,85 | 18.03 2023 Calgary (CAN)    |
| 5000m   | 6.41,31  | 17 March 2023 Calgary (CAN) |

## Kolarstwo
Kolarstwo rozpoczął od ekipy KK Legia 1928 InterCars prowadzonej przez Dariusza Cejnera (2017-2018) w pierwszym sezonie ukończył etapy klasy UCI 2.2 w wyścigach Dookoła Mazowsza i Tour of Małopolska. Kolejny sezon rozpoczął już w hiszpańskiej drużynie Team Cycling Galicia, zajął 17. miejsce w jeździe na czas w Campeonato de Galicia, był 12 na trzecim etapie Volta ao Douro.

## Lekkoatletyka
Swoją przygodę ze sportem rozpoczynał jako lekkoatleta w klubie LKS Orkan Ostrzeszów, później reprezentował UKS Sokół Żmigród. Specjalizował się w biegach długodystansowych oraz ulicznych. Wielokrotnie plasował się w czołówce Mistrzostw Polski, zwyciężał lub stawał na podium największych biegów ulicznych w Polsce. Jego rekord życiowy na 10 km wynosi 30:43 ustanowiony podczas Maniacka dziesiątka 2017(76 wynik na listach europejskich U23 w sezonie 2017) do wyników doprowadził go trener Jan Fus.  
| dystans | czas     | miejsce i data           |
| ------- | -------- | ------------------------ |
| 10 km   | 30:43    | 11.03.2017 Poznań        |
| 10 000m | 30:57.93 | 20.05.2017 Bielsko-Biała |